# Серси (Арканзас)
Серси (англ. Searcy) — город и административный центр округа Уайт, штат Арканзас, США, с населением в 18 928 человек по статистическим данным переписи 2000 года.

## География
По данным Бюро переписи населения США город Серси имеет общую площадь в 38,33 квадратных километров, из которых 38,07 кв. километров занимает земля и 0,26 кв. километров — вода. Площадь водных ресурсов округа составляет 0,68 % от всей его площади.
Город Серси расположен на высоте 80 метров над уровнем моря.

## История
Во время Гражданской войны в США недалеко от Серси произошла битва под Уитниз Лэйн (Battle of Whitney’s Lane), впрочем, точное место битвы неизвестно.
9-го августа 1965 года 53 рабочих сгорели в шахтной пусковой установке Titan недалеко от Серси. Это один из самых серьёзных несчастных случаев на производстве в истории США.

## Образование
Основанный в 1924 году Harding University, частный христианский университет, присоединившийся к Церквям Христовым (англ. Churches of Christ), находится в Серси. Harding перебрался в 1934 году из Моррилтона в Серси, где университет развился. Сейчас он занимает площадь в 200 акров (0,81 кв. км.) и предлагает студентам более 90 специализаций в 10 специальностях, 13 программ профессионального обучения и 12 студенческих программ. В Harding University обучается около 6,500 студентов, и он является самым большим университетом в Арканзасе.
Arkansas State University Searcy, ранее функционировавший под названием Foothills Technical Institute, — это технический институт недалеко от Arkansas State University Beebe, обучающий по нескольким двухлетним программам.

## Демография
По данным переписи населения 2000 года в Серси проживало 18 928 человек, 4495 семей, насчитывалось 6822 домашних хозяйств и 7405 жилых домов. Средняя плотность населения составляла около 503,6 человек на один квадратный километр. Расовый состав Серси по данным переписи распределился следующим образом: 90,24 % белых, 6,60 % — чёрных или афроамериканцев, 0,31 % — коренных американцев, 0,50 % — азиатов, 0,02 % — выходцев с тихоокеанских островов, 1,25 % — представителей смешанных рас, 1,09 % — других народностей. Испаноговорящие составили 2,06 % от всех жителей города.
Из 6822 домашних хозяйств в 28,5 % — воспитывали детей в возрасте до 18 лет, 51,8 % представляли собой совместно проживающие супружеские пары, в 10,8 % семей женщины проживали без мужей, 34,1 % не имели семей. 29,5 % от общего числа семей на момент переписи жили самостоятельно, при этом 13,1 % составили одинокие пожилые люди в возрасте 65 лет и старше. Средний размер домашнего хозяйства составил 2,32 человек, а средний размер семьи — 2,86 человек.
Население города по возрастному диапазону по данным переписи 2000 года распределилось следующим образом: 19,7 % — жители младше 18 лет, 23,4 % — между 18 и 24 годами, 23,3 % — от 25 до 44 лет, 17,8 % — от 45 до 64 лет и 15,9 % — в возрасте 65 лет и старше. Средний возраст жителей составил 30 лет. На каждые 100 женщин в Серси приходилось 89,1 мужчин, при этом на каждые сто женщин 18 лет и старше приходилось 87,4 мужчин также старше 18 лет.
Средний доход на одно домашнее хозяйство в городе составил 32 321 доллар США, а средний доход на одну семью — 41 334 доллара. При этом мужчины имели средний доход в 32 445 долларов США в год против 21 142 доллара среднегодового дохода у женщин. Доход на душу населения в городе составил 16 553 доллара в год. 11,7 % от всего числа семей в округе и 15,0 % от всей численности населения находилось на момент переписи населения за чертой бедности, при этом 18,1 % из них были моложе 18 лет и 8,0 % — в возрасте 65 лет и старше.

## Известные люди
- Биб, Майк
- Картер, Рейчел
- Бет Дитто
- Мэдден, Эд